# Kwangwanase
Kwangwanase (auch KwaNgwanase oder Manguzi, ehemals englisch Kosi Bay oder afrikaans Kosibaai) ist ein Ort in der südafrikanischen Provinz KwaZulu-Natal. Er ist Verwaltungssitz der Gemeinde uMhlabuyalingana im Distrikt uMkhanyakude.

## Geographie
2011 hatte Kwanganase (unter dem Namen Manguzi) 6875 Einwohner. 92 % gaben als erste Sprache isiZulu an.
Der Ort liegt westlich der Kosi Bay („Kosi-Bucht“), einem Binnensee am Indischen Ozean, im Nordostzipfel Südafrikas. Bis zur Grenze zwischen Mosambik und Südafrika sind es 15 Kilometer.

## Geschichte
Der Ort wurde als Kosi Bay bzw. Kosibaai gegründet. Der Name stammt wahrscheinlich vom isiZulu-Wort ukosi für „Kaffernadler“ (Aquila verreauxii). Kwangwanase ist ebenfalls isiZulu und bedeutet „Ort von Ngwanase“. Ngwanase war ein traditioneller Herrscher in diesem Gebiet.

## Wirtschaft und Verkehr
Die Fernstraße R22 verbindet Hluhluwe im Südwesten mit der mosambikanischen Grenze bei Ponta do Ouro im Nordosten. Der Flugplatz Kosibaai Airport liegt südlich der Stadt.